# むさしのグランドホテル
むさしのグランドホテルは、埼玉県上尾市大字原市にあるホテルである。

## 沿革
- 1983年、埼玉県上尾市の国道16号沿いに開業[1]。ホテル外にはアスレチック施設である『スターフィールドアスレチック上尾コース』が存在していたが、1998年頃に閉業。以降はホテルのみの営業となる。
- 2016年9月、老朽化を理由に一時閉館しリニューアル工事が行われる[2]。
- 2017年4月28日、むさしのグランドホテル＆スパとしてリニューアルオープン[1][3]。宿泊者は近隣の日帰り温泉施設「天然温泉 花咲の湯 HANASAKISPA」が無料で利用できる特典も用意されている。

## 館内施設
- 1Fロビー
カフェ＆レストラン THE LOBBY
BOOKラウンジ
会議室/レンタルスペース
セントポールギャラリー（入札オークション）
自動販売機
ランドリールーム
テラス（喫煙所）

- 2F～5F
シングルルーム
ツインルーム
コーナーツインルーム
トリプルルーム
スイートルーム

- サービス
天然温泉花咲の湯/ご利用[1](徒歩5分)

## 周辺
- 天然温泉 花咲の湯
- 国道16号東大宮バイパス・埼玉県道3号さいたま栗橋線
- 埼玉新都市交通伊奈線（ニューシャトル）吉野原駅・原市駅
- 東北新幹線・上越新幹線
- 都市再生機構原市団地
- 吉野原工業団地
- 上尾市立原市小学校
- 上尾市立原市中学校
- 上尾市立原市南小学校
- 芝川

## アクセス
- 埼玉新都市交通伊奈線（ニューシャトル）吉野原駅より徒歩5分[4]。
- 東北自動車道岩槻インターチェンジより約15分。
- 上尾市内循環バスぐるっとくん 四番耕地もしくは原市駅バス停下車。